# 尼泊爾王國
尼泊爾王國，前期又稱廓爾喀王國，也有印度教真土（Asal Hindusthan）之稱，存在於1768年—2008年，是尼泊爾歷史上的國家。2006年8月，尼泊尔议会通过一项宪法修正案，改国号为尼泊尔。2008年5月28日，制宪会议通过决议廢除長達240年的君主制成立共和制，成立尼泊尔联邦民主共和国。

## 歷史

### 廓爾喀王國
17世紀中葉廓爾喀人興起，在西部甘達基河沿岸建立了一个小王国（沙阿王朝的前身），1768年，巴里斯威·那拉揚·沙阿统一了尼泊爾地區，结束了加德满都谷地三城分地割據的狀態。尼泊尔语——西部地区的一种印欧语系语言，代替了尼瓦尔语成为官方语言。
廓爾喀王国因为与西藏的货币争端与贸易纠纷而於1788年攻入西藏，并与1789年6月2日与西藏当局签署了《科荣条约》，其中西藏同意每年向尼泊尔支付5万卢比贡金。后因西藏拒绝继续支付约定的年贡，廓爾喀王国在1791年再次入侵清朝的保护国西藏。西藏的达赖喇嘛因此寻求中国皇帝的军事援助，随后清軍攻入尼泊尔境内，史稱“廓爾喀戰役”。最终双方在贝特拉瓦蒂河一带以僵持状态结束战争，双方签署了《贝特拉瓦蒂条约》，其中廓爾喀王国同意每5年向清朝皇帝稱臣進貢一次，并承认清朝对西藏的宗主权，同时清朝承诺在军事上保护尼泊尔的义务。而英属东印度公司在佔領印度後，漸漸向北扩张，与尼泊尔王国发生冲突。1814年英尼战争爆发，但清朝拒绝了为尼泊尔王国提供军事援助。1816年尼泊尔王国战败，签订《苏高利条约》，放弃了包括刚刚征服不久的锡金在内的大量领土，成为英国保护国。1855年江格·巴哈都尔·拉纳希望洗刷《贝特拉瓦蒂条约》的屈辱，再次率尼泊尔军队攻入西藏，并通过《塔帕塔利条约》停止了对中国的朝贡义务，迫使西藏同意向尼泊尔支付年度补贴。据说在中華民國建立後，袁世凱曾想邀請尼泊爾（即廓爾喀）加入所謂的「五族共和」，但當時的尼泊爾已經受英國控制。
1792年，清军逼近加德满都时，尼泊爾与英国东印度公司签订了“通商条约”。1816年尼泊尔战败后，与英国签订了“苏高利条约”，把南部大片土地割给东印度公司，并同意在内政和对外贸易方面接受英国的监督。1846年，廓爾喀軍人江格·巴哈都尔·拉纳發動政变，夺得尼泊尔军政要职，國王大權旁落，拉纳家族世袭首相直至1951年。1923年英国正式承认尼泊尔为独立国家，并与尼泊尔签订了《友好条约》。

### 尼泊爾王國
第二次世界大战后，英国在尼泊尔的特权地位也随着尼泊尔人民的不懈斗争而丧失。1951年，尼泊尔的大会党联合国王势力，迫使拉纳首相交出政权，结束了拉纳家族105年的世袭统治。尼泊尔国王特里布万颁布临时宪法，实行君主立宪制。1960年12月马亨德拉国王親政，1961年1月宣布禁止一切政党活动。1962年4月宪法规定尼泊尔为印度教君主国。1990年，比蘭德拉国王迫于反对派压力，開放以君主立宪為政體的多党议会制。1996年2月13日，尼泊尔共产党（毛主义）宣布发动“人民战争”。
2001年6月1日晚，加德满都纳拉扬希蒂王宫突然发生枪击事件，王储狄潘德拉因为选妃问题而连杀国王比兰德拉、王后艾斯瓦利亞、小王子尼拉扬、公主什鲁蒂等10多名王室成员。狄潘德拉本人亦自杀身受重伤，后不治身亡。 畢兰德拉国王的弟弟贾南德拉4日在哈努曼多卡宫（老王宫）加冕，继承王位。不過，不少民眾相信這其實是贾南德拉所策劃并嫁禍予王儲，因此由贾南德拉所統轄的尼泊爾王室聲望大不如畢蘭德拉時代。此後，尼泊爾共產黨的武裝勢力漸獲得部份民眾的支持。截至2006年，尼泊尔除了首都加德满都外，大部分地区受尼共控制；2004年底，尼共开始对首都围城。2005年2月1日，国王贾南德拉解散政府，宣布未来3年由他亲自领导新的部长委员会。
2006年1月2日，尼泊尔共产党（毛主义）反政府武裝分子宣佈終止為期近4個月的單方面停火，並開始連串突襲。1月14日，武裝份子突襲加德滿都郊區的兩個警察哨站，打死十多名警察。次日，尼泊爾內政部發佈公告，在加德滿都實施宵禁，並在1月19日指示國營尼泊爾電訊公司中斷加德滿都對外的流動通訊服務，以阻撓反對派七党联盟於1月20日舉行的大規模遊行示威。4月21日，尼泊尔反國王示威和罷工持續兩星期後，在美國和印度施壓下，國王賈南德拉屈服，表示願意還政於民。他發表電視演說，宣布會解散內閣，將行政權力交予人民，並將舉行選舉，呼籲反對派推舉首相人選。4月30日，柯伊拉腊前往王宫，接受国王贾南德拉任命并宣誓就职尼泊尔首相。
5月18日，尼泊爾议会一致通過，解除國王贾南德拉包括軍權在內的權力，使尼泊爾日後不受王室控制。若公告內所有建議落實，尼泊爾國王將只成為象徵元首。 6月11日，尼泊爾议会通過解除國王「對议会已通過的議案」之否決權，亦即议会議員在將法案簽署成法律前，毋須先徵求國王之同意。 政府和尼共开始谈判以决定国家的未来。11月7日，尼共（毛）和政府达成协议，放弃武装抗争，加入政府。

### 尼泊爾聯邦民主共和國
2007年9月18日，尼共（毛）宣布退出临时政府。12月23日，主张君主立宪多党制的大会党和主张完全废除君主制，实行共和制的尼共（毛）达成协议，废除君主制，尼共（毛）返回国会。國民大會於2008年4月10日進行大選，尼共（毛）贏得30%以上的選票，成为國會第一大黨。2008年5月28日，尼泊爾制憲議會以560票對4票的壓倒性優勢通過決議，正式廢除君主制，成爲尼泊爾聯邦民主共和國。

## 尼泊尔国王
尼泊尔的国王称为拉者，王后称为拉妮，王儲稱為拉納。尼泊爾历代國王皆号称为印度教大神毗濕奴的化身。他可以升降任何人的種姓。在2006年8月之後，這項權限被議會正式廢除。